# Língua jukun takum
Jukun (njikun), ou mais precisamente jukun takum, é uma língua jukunoid de Camarões usada como língua comercial na Nigéria. Embora existam apenas alguns milhares de falantes nativos, e apenas uma dúzia na Nigéria (em 2000), é falado como segunda língua na Nigéria por dezenas de milhares de pessoas (40.000 relatados em 1979).
O nome jukun é um termo genérico para várias línguas jukunoid relacionadas, como a muito mais numerosa jukun wapan .
Wase tofa é listado por Blench (2019) como um dialeto da língua jukun.